# Gemensamma invandringspolitiken
Den gemensamma invandringspolitiken är Europeiska unionens politik avseende tredjelandsmedborgare. Den innefattar bland annat gemensamma bestämmelser om villkor för inresa och vistelse för tredjelandsmedborgare, utfärdande av visum för längre vistelse och uppehållstillstånd samt bekämpande av olaglig invandring, olaglig vistelse och människohandel. Den gemensamma invandringspolitiken innefattar även vissa åtgärder för att stimulera och stödja medlemsstaterna i att främja integration. Unionen har också befogenhet att ingå avtal med tredjeländer om återtagande av deras medborgare när de inte längre uppfyller villkoren för inresa eller vistelse på en medlemsstats territorium. Däremot berör den gemensamma invandringspolitiken inte asylrelaterade frågor; dessa ingår istället i den gemensamma asylpolitiken.
Den gemensamma invandringspolitiken är en del av området med frihet, säkerhet och rättvisa och omfattar i regel inte Danmark och Irland på grund av deras undantagsklausuler. Irland kan dock välja att delta i olika rättsakter från fall till fall, medan Danmark endast deltar i de delar som utgör en del av Schengenregelverket och då på mellanstatlig basis. Även Island, Liechtenstein, Norge och Schweiz omfattas av de delar som ingår i Schengenregelverket genom särskilda associeringsavtal med unionen.

## Historia
Grunden för den gemensamma invandringspolitiken lades genom Maastrichtfördraget, som trädde i kraft den 1 november 1993. Från början utgjorde invandringspolitiken en del av den mellanstatliga pelaren för rättsliga och inrikes frågor. Genom Amsterdamfördraget överfördes dock invandringspolitiken till den överstatliga pelaren för Europeiska gemenskaperna och det blev därmed enklare för unionens institutioner att fatta beslut på området. Familjeåterföreningsdirektivet antogs den 22 september 2003 som den första rättsakten baserad på de nya bestämmelserna. Genom Lissabonfördraget infördes det ordinarie lagstiftningsförfarandet för invandringspolitik, vilket gjorde Europaparlamentet till jämbördig medlagstiftare till Europeiska unionens råd på området.

## Beståndsdelar

### Villkor för inresa och vistelse för tredjelandsmedborgare samt deras rättigheter

#### Familjeåterföreningsdirektivet
- RÅDETS DIREKTIV 2003/86/EG av den 22 september 2003 om rätt till familjeåterförening

#### Varaktigt bosatta
- RÅDETS DIREKTIV 2003/109/EG av den 25 november 2003 om varaktigt bosatta tredjelandsmedborgares ställning
- EUROPAPARLAMENTETS OCH RÅDETS DIREKTIV 2011/51/EU av den 11 maj 2011 om ändring av rådets direktiv 2003/109/EG i syfte att utöka dess räckvidd till att omfatta även personer som beviljats internationellt skydd

#### Utvidgning av socialförsäkringsförordningen till att gälla vissa tredjelandsmedborgare
- EUROPAPARLAMENTETS OCH RÅDETS FÖRORDNING (EU) nr 1231/2010 av den 24 november 2010 om utvidgning av förordning (EG) nr 883/2004 och förordning (EG) nr 987/2009 till att gälla de tredjelandsmedborgare som enbart på grund av sitt medborgarskap inte omfattas av dessa förordningar

#### Sektorsspecifika bestämmelser om anställda, egenföretagare, studenter m.fl.
Den gemensamma invandringspolitiken innefattar vissa gemensamma bestämmelser om inresa och vistelse för vissa tredjelandsmedborgare. Dessa bestämmelser är sektorsspecifika och riktar sig till särskilda grupper av personer, till exempel högkvalificerade arbetstagare, studenter och forskare samt säsongsarbetare. Bestämmelserna påverkar inte medlemsstaternas rätt att införa inresekvoter för tredjelandsmedborgare som avser att arbeta eller driva företag.
Relevant lagstiftning
- RÅDETS DIREKTIV 2009/50/EG av den 25 maj 2009 om villkor för tredjelandsmedborgares inresa och vistelse för högkvalificerad anställning
- EUROPAPARLAMENTETS OCH RÅDETS DIREKTIV 2014/36/EU av den 26 februari 2014 om villkor för tredjelandsmedborgares inresa och vistelse för säsongsanställning ("säsongsanställningsdirektivet")
- Europaparlamentets och rådets direktiv 2014/66/EU av den 15 maj 2014 om villkor för inresa och vistelse för tredjelandsmedborgare inom ramen för företagsintern förflyttning av personal ("ICT-direktivet")
- EUROPAPARLAMENTETS OCH RÅDETS DIREKTIV (EU) 2016/801 av den 11 maj 2016 om villkoren för tredjelandsmedborgares inresa och vistelse för forskning, studier, praktik, volontärarbete, deltagande i elevutbytesprogram eller utbildningsprojekt och för au pairarbete ("student- och forskardirektivet")

- RÅDETS REKOMMENDATION av den 12 oktober 2005 om underlättande av inresa och vistelse för tredjelandsmedborgare som skall bedriva forskning i Europeiska gemenskapen

- EUROPAPARLAMENTETS OCH RÅDETS DIREKTIV 2011/98/EU av den 13 december 2011 om ett enda ansökningsförfarande för ett kombinerat tillstånd för tredjelandsmedborgare att vistas och arbeta på en medlemsstats territorium och om en gemensam uppsättning rättigheter för arbetstagare från tredjeland som vistas lagligen i en medlemsstat
- EUROPAPARLAMENTETS OCH RÅDETS DIREKTIV (EU) 2024/1233 av den 24 april 2024 om ett enda ansökningsförfarande för ett kombinerat tillstånd för tredjelandsmedborgare att vistas och arbeta på en medlemsstats territorium och om en gemensam uppsättning rättigheter för arbetstagare från tredjeland som vistas lagligen i en medlemsstat

#### Uppehållstillstånd till tredjelandsmedborgare som har fallit offer för människohandel
- RÅDETS DIREKTIV 2003/81/EG av den 29 april 2004 om uppehållstillstånd till tredjelandsmedborgare som har fallit offer för människohandel eller som har fått hjälp till olaglig invandring och vilka samarbetar med de behöriga myndigheterna

### Bestämmelser som utgör en del av Schengenregelverket
Dessa bestämmelser utgör en del av Schengenregelverket och omfattar således Danmark som internationell rätt samt Island, Liechtenstein, Norge och Schweiz genom särskilda associeringsavtal med Europeiska unionen.

#### Utfärdande av uppehållstillstånd och visum för längre vistelse

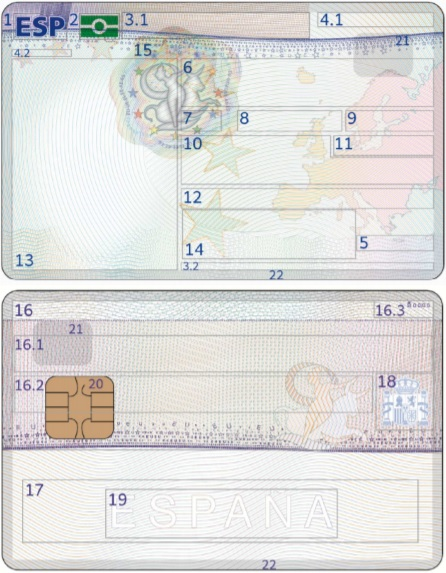
Den enhetliga utformningen av uppehållstillstånd inom Europeiska unionen.

Den gemensamma invandringspolitiken innefattar vissa gemensamma bestämmelser för utformningen och giltigheten av uppehållstillstånd. Uppehållstillstånd är en handling som ger en tredjelandsmedborgare rätt att uppehålla sig i en medlemsstat, normalt för att bo, studera och/eller arbeta. Tredjelandsmedborgare som är familjemedlemmar till en unionsmedborgare har i enlighet med rörlighetsdirektivet rätt till motsvarande tillstånd i form av ett uppehållskort, utan att de behöver uppfylla några särskilda krav så som andra tredjelandsmedborgare behöver.
Uppehållstillstånd och uppehållskort ger innehavaren även rätt att röra sig för kortare vistelse (maximalt 90 dagar under en 180-dagarsperiod) i andra medlemsstater inom Schengenområdet än den som har utfärdat handlingen. Ett uppehållstillstånd är enhetligt utformat. Den tredjelandsmedborgare som har uppehållit sig i en medlemsstat i minst fem år kan ansöka om att erhålla status som varaktigt bosatt och på så sätt få tillgång till fri rörlighet på liknande villkor som unionsmedborgare. Det ger då tredjelandsmedborgaren rätt att flytta till vilken medlemsstat som helst med syfte att t.ex. studera eller arbeta, under förutsättning att personen kan försörja sig själv.
Personer som är tillfälligt på besök i unionen för kortare (maximalt 90 dagar under en 180-dagarsperiod) eller längre (maximalt ett år) vistelse behöver visum istället för uppehållstillstånd. Ett visum utfärdat i enlighet med den gemensamma viseringspolitiken ger rätt att resa inom Schengenområdet, men inte att t.ex. jobba eller studera.
Utöver viseringar och uppehållstillstånd finns det även tillstånd som utfärdas i väntan på att en person ska beviljas eller få förnyat uppehållstillstånd. Sådana tillstånd utfärdas även till asylsökande som ännu inte har fått beslut om uppehållstillstånd. Dessa tillstånd gäller inte som uppehållstillstånd och ger inte innehavaren rätt att resa till andra medlemsstater inom unionen för kortare vistelse.
Bestämmelserna om den enhetliga utformningen av uppehållstillstånd omfattar även Irland, som har valt att genomföra dessa bestämmelser.
Relevant lagstiftning
Ändrar artiklarna 18, 21 och 25 i Schengenkonventionen.
- RÅDETS FÖRORDNING (EG) nr 1091/2001 av den 28 maj 2001 om fri rörlighet med en visering för längre vistelse
- EUROPAPARLAMENTETS OCH RÅDETS FÖRORDNING (EU) nr 265/2010 av den 25 mars 2010 om ändring av konventionen om tillämpning av Schengenavtalet och av förordning (EG) nr 562/2006 vad gäller rörlighet för personer med visering för längre vistelse

Irland har valt att delta i dessa rättsakter:
- RÅDETS FÖRORDNING (EG) nr 1030/2002 av den 13 juni 2002 om en enhetlig utformning av uppehållstillstånd för medborgare i tredjeland
- RÅDETS FÖRORDNING (EG) nr 380/2008 av den 18 april 2008 om ändring av förordning (EG) nr 1030/2002 om en enhetlig utformning av uppehållstillstånd för medborgare i tredjeland
- EUROPAPARLAMENTETS OCH RÅDETS FÖRORDNING (EU) 2017/1954 av den 25 oktober 2017 om ändring av rådets förordning (EG) nr 1030/2002 om en enhetlig utformning av uppehållstillstånd för medborgare i tredjeland

#### Utvisning och återvändande
Återvändandedirektivet, som utgör en del av Schengenregelverket, reglerar hur medlemsstaterna ska skicka tillbaka tredjelandsmedborgare som inte uppfyller eller inte längre uppfyller villkoren för inresa och vistelse i en medlemsstat. Det finns även bland annat ett direktiv om ömsesidigt erkännande av avvisning- och utvisningsbeslut.
Ersätter artiklarna 23 och 24 i Schengenkonventionen.
- EUROPAPARLAMENTETS OCH RÅDETS DIREKTIV 2008/115/EG av den 16 december 2008 om gemensamma normer och förfaranden för återvändande av tredjelandsmedborgare som vistas olagligt i medlemsstaterna

- RÅDETS DIREKTIV 2003/110/EG av den 25 november 2003 om bistånd vid transitering i samband med återsändande med flyg
- RÅDETS BESLUT av den 23 februari 2004 om fastställande av kriterier och närmare föreskrifter för ersättning för finansiella obalanser som uppstår till följd av tillämpningen av direktiv 2001/40/EG om ömsesidigt erkännande av beslut om avvisning eller utvisning av medborgare i tredje land (2004/191/EG)
- EUROPAPARLAMENTETS OCH RÅDETS FÖRORDNING (EU) 2019/1240 av den 20 juni 2019 om inrättande av ett europeiskt nätverk av sambandsmän för invandring
- EUROPAPARLAMENTETS OCH RÅDETS FÖRORDNING (EU) 2016/1953 av den 26 oktober 2016 om inrättandet av en europeisk resehandling för återvändande av tredjelandsmedborgare som vistas olagligt i medlemsstaterna och om upphävande av rådets rekommendation av den 30 november 1994

Följande rättsakter deltar Irland i:
- RÅDETS DIREKTIV 2001/40/EG av den 28 maj 2001 om ömsesidigt erkännande av beslut om avvisning eller utvisning av medborgare i tredje land
- RÅDETS BESLUT av den 29 april 2004 om organisation av gemensamma flygningar för återsändande från två eller flera medlemsstaters territorium av tredjelandsmedborgare vilka omfattas av enskilda beslut om återsändande

#### Lagstiftning om bekämpning av irreguljär invandring och transportörers ansvar
Bestämmelser om hur hjälp till olaglig inresa, transitering och vistelse ska definieras har antagits inom ramen för den gemensamma invandringspolitiken. Irland har valt att delta i dessa rättsakter.
Upphäver artikel 27.1 i Schengenkonventionen.
- RÅDETS DIREKTIV 2002/90/EG av den 28 november 2002 om definition av hjälp till olaglig inresa, transitering och vistelse

Upphäver artikel 27.2 och 27.3 i Schengenkonventionen.
- Rådets rambeslut av den 28 november 2002 om förstärkning av den straffrättsliga ramen för att förhindra hjälp till olaglig inresa, transitering och vistelse (2002/946/RIF)

- RÅDETS DIREKTIV 2001/51/EG av den 28 juni 2001 om komplettering av bestämmelserna i artikel 26 i konventionen om tillämpning av Schengenavtalet av den 14 juni 1985
- RÅDETS DIREKTIV 2004/82/EG av den 29 april 2004 om skyldighet för transportörer att lämna uppgifter om passagerare

### Bekämpning av olaglig invandring och olaglig vistelse
- EUROPAPARLAMENTETS OCH RÅDETS DIREKTIV 2009/52/EG av den 18 juni 2009 om minimistandarder för sanktioner och åtgärder mot arbetsgivare för tredjelandsmedborgare som vistas olagligt

### Återtagandeavtal
EU har ingått en rad återtagandeavtal om återtagande med tredjeländer. Irland har valt att delta i flera av dem.
- KOMMISSIONENS BESLUT av den 22 maj 2014 om bekräftelse av Irlands deltagande i tillämpningen av respektive avtal om återtagande mellan Europeiska unionen och Folkrepubliken Kinas särskilda administrativa region Macao, Republiken Albanien, Demokratiska socialistiska republiken Sri Lanka, Ryska federationen, Republiken Montenegro, Republiken Serbien, Bosnien och Hercegovina, f.d. jugoslaviska republiken Makedonien, Republiken Moldavien, Islamiska republiken Pakistan och Georgien